# La Chapelle-Basse-Mer
La Chapelle-Basse-Mer is een plaats en voormalige in Frankrijk in het departement Loire-Atlantique in de regio Pays de la Loire. De plaats maakt deel uit van het arrondissement Nantes.

## Geschiedenis
La Chapelle-Basse-Mer is op 1 januari 2016 gefuseerd met de gemeente Barbechat tot de gemeente Divatte-sur-Loire. 

## Demografie
Onderstaande figuur toont het verloop van het inwonertal.